# بافل كيرني
بافل كيرني (بالتشيكية: Pavel Černý)‏ (مواليد 11 أكتوبر 1962) هو لاعب كرة قدم. يلعب مع منتخب التشيك لكرة القدم منذ عام 1989.

## وصلات خارجية
- بافل كيرني على موقع الاتحاد التشيكي (الإنجليزية)
- بافل كيرني على موقع رابطة كرة القدم اليابانية للمحترفين (اليابانية)
- بافل كيرني على موقع قاعدة بيانات كرة القدم.إي يو (الإنجليزية)
- بافل كيرني على موقع ناشيونال فوتبول تيمز (الإنجليزية)
- بافل كيرني على موقع Soccerway.com (الإنجليزية)
- بافل كيرني على موقع عالم كرة القدم.نت (الإنجليزية)

- National Football Teams